# حسين العويني
حسين العويني (1900- 1971 م) هو سياسي لبناني، رئيس الحكومة، ووزير، ونائب في البرلمان اللبناني.

## سيرته
ولد في بيروت عام 1900، وتلقَّى دروسه الابتدائية في مدرسة مار يوسف ثم في بطركية الكاثوليك. بعد سايكس بيكو انتقل إلى فلسطين لإنشاء بعض المشاريع التجارية لكنه أخفق، فغادر إلى مصر ومنها إلى الحجاز التي خضعت حينئذ لحكم آل سعود. ثم عاد إلى لبنان سنة 1937 وأنشأ في بيروت بنك لبنان والمهجر، وبدأ نشاطه الاجتماعي مما جعل له قاعدة شعبية أهَّلته ليُنتخَب عضوًا بالمجلس النيابي عام 1947. وتولَّى رئاسة الوزراء في لبنان أربع مرات؛ ثلاثًا منها متتالية، وتولَّى عدَّة مناصبَ وزارية.

## حياته السياسية
شغل مناصب سياسية مهمَّة، فاختير:

### رئيسًا للوزراء
- من 14 فبراير 1951 إلى 7 يونيو 1951 في عهد الرئيس بشارة الخوري.
- من 20 فبراير 1964 إلى 25 سبتمبر 1964 في عهد الرئيس فؤاد شهاب.
- من 25 سبتمبر 1964 إلى 18 نوفمبر 1964 في عهد الرئيس شارل حلو.
- من 18 نوفمبر 1964 إلى 25 يوليو 1965 في عهد الرئيس شارل حلو.

### وزيرًا
- وزيرًا للمالية من 26 يوليو 1948 إلى 1 أكتوبر 1949 في حكومة رياض الصلح في عهد بشارة الخوري.[5][6][7]
- وزيرًا للبرق والبريد من 1 أكتوبر 1949 إلى 6 أكتوبر 1949 في حكومة رياض الصلح في عهد بشارة الخوري.
- وزيرًا للمالية من 1 أكتوبر 1949 إلى 14 فبراير 1951 في حكومة رياض الصلح في عهد بشارة الخوري.
- وزيرًا للخارجية ووزيرًا للداخلية ووزيرًا للدفاع الوطني ووزيرًا للمالية من 14 فبراير 1951 إلى 7 يونيو 1951 في حكومة رياض الصلح في عهد بشارة الخوري.
- وزيرًا للتصميم العام ووزيرًا للعدلية ووزيرًا للخارجية والمغتربين من 14 أكتوبر 1958 إلى 7 أكتوبر 1959 في حكومة رشيد كرامي في عهد فؤاد شهاب.
- وزيرًا للداخلية ووزيرًا للدفاع الوطني من 20 فبراير 1964 إلى 25 سبتمبر 1964 في حكومته في عهد فؤاد شهاب.
- وزيرًا الداخلية ووزيرًا للدفاع الوطني من 25 سبتمبر 1964 إلى 18 نوفمبر 1964 في حكومته في عهد شارل حلو.
- وزيرًا للدفاع الوطني من 18 نوفمبر 1964 إلى 25 يوليو 1965 في حكومته في عهد شارل حلو، وأصبح أيضًا وزيرًا للخارجية والمغتربين من 2 يونيو 1965 إلى 25 يوليو 1965 في نفس الحكومة.
- وزيرًا للاقتصاد الوطني ووزيرًا للخارجية والمغتربين ووزيرًا للدفاع الوطني ووزيرًا للعدل من 20 أكتوبر 1968 إلى 15 يناير 1969 في حكومة عبد الله اليافي في عهد شارل حلو.

### عضوًا بمجلس النواب
- عضو في مجلس النواب بالدور التشريعي السادس من 1947 إلى 1951.

## آثاره
صدر للرئيس حسين العويني كتاب "خمسون عامًا من تاريخ لبنان والشرق الأوسط (1920-1970)".

## وفاته
توفي حسين العويني ببيروت عام 1971، عن واحد وستين عامًا.